# Krakor (huyện)
Krakor (tiếng Khmer: ស្រុកក្រគរ) là một huyện thuộc tỉnh Pursat, Campuchia. Huyện lị là thị trấn Krakor cách tỉnh lị Pursat 25 km về phía tây. Theo thống kê năm 1998, huyện Krakor được chia thành 11 xã với 103 làng. Dân số của huyện là 74.222 người thuộc 14.347 hộ gia đình. Krakor là huyện cực tây của tỉnh Pursat và có ranh giới với tỉnh Kampong Chhnang ở phía tây. Huyện lị là thị trấn Krakor nằm trên Quốc lộ 5, cách Phnom Penh 160 km.